# Batalla del Monte Badon
La batalla del monte Badon /ˈbeɪdən/ (Mons Badonicus en latín, Badon Hill en inglés) fue una batalla en la que las fuerzas britanorromanas derrotaron a una incursión anglosajona proveniente del norte aproximadamente entre 490 y 517 d. C.
El desarrollo de la batalla no está muy detallado, pero se conoce gracias a De Excidio et Conquestu Britanniae, un sermón histórico escrito por el monje Gildas en el siglo VI y, por lo tanto, coetáneo de los hechos. Gildas no precisa los nombres de los protagonistas de la batalla, ni tampoco el lugar. La batalla está también relatada en un texto del siglo IX de origen y autor desconocidos, Historia Brittonum, que atribuye en parte la victoria al legendario rey Arturo.
Algunos historiadores contemporáneos apuntan a que se podría deducir del texto de Gildas que Ambrosio Aureliano mandaba las tropas britanas en Badon, dado que en el capítulo 25 lo describe como el comandante de las tropas romano-britanas que iniciaron los primeros enfrentamientos contra los sajones. Sin embargo, no cita a Ambrosio Aureliano en el capítulo siguiente, que relata la victoria de Monte Badon, lo que ha llevado a algunos historiadores a concluir que no estuvo presente, mientras que otros han deducido que Monte Badon fue la batalla final de sus campañas militares.
Las formaciones celto-britanas se encontraban rodeadas por Aelio de Sussex, rey de los sajones del sur, en el Monte Badon (en donde se habían apostado aprovechando el relieve elevado), mientras unas pocas cohortes y una partida de caballería romano-britana (famosa por su efectividad y fiereza en el campo de batalla, quizás porque estaba compuesta por conscriptos o mercenarios sármatas) se acercaba por el flanco izquierdo, vadeando el río Avon. Esa misma tarde los britanos rechazaron a la banda sajona con gran heroísmo, ya que el enemigo los superaba en número. La victoria marcó un alto de varios años en el avance de los anglosajones.
En cuanto a la supuesta participación del rey Arturo, cuya identidad es sometida a muchas conjeturas, la cultura popular lo ha vinculado a menudo con Ambrosio Aureliano.